# Борока Болс
Борока Болс, известна и само като Борока (на английски: Boroka Bolls, Boroka) е артистичен псевдоним на унгарската порнографска актриса Борока Такач (на унгарски: Takács Boróka), родена на 7 септември 1987 г. в град Будапеща, Унгария.

## Актьорска кариера в порно индустрията
Започва да се снима в порнографски филми през 2006 г., когато е на 19 години, като своя дебют прави в кастингите на френския порнографски продуцент Пиер Уудман в Париж. По-късно сключва договор с компанията „Private Media Group“ и се снима в редица нейни филми.
През 2007 г. получава номинация за Extasia награда за най-добра актриса в Европа, а година по-късно е номинирана на наградите на AVN в категорията най-добра чуждестранна изпълнителка.
Същата година подписва специален (ексклузивен) договор отново с „Private Media Group“, който предвижда Борока заедно с още няколко порно актриси да станат лицата на компанията, като се разработят отделни рекламни кампании за всяка от тях, чрез които те да се превърнат в популярни звезди. „Private“ сключва такива договори и с румънската порноактриса Луси Бел, чешката Тара Уайт, а по-късно към тях се присъединява и унгарката Кайен Клайн. Четирите участват на редица еротични изложения и събития в цял свят по време на т.нар. им световен промоционален тур – в Амстердам, Лондон, Париж, Берлин, Барселона, Рим, Буенос Айрес, Лос Анджелис и Ню Йорк, създадени им са специални интернет блогове, както и се снимат в най-скъпите филмови продукции на компанията.
Първата си сцена с двойно проникване прави през есента на 2008 г. във филма „Boroka does the Caribbean“, сниман в Доминиканската република.
След 2009 г. Борока спира да участва в порнографски продукции, макар да не е обявила официално, че прекратява кариерата си.

## Награди
Носителка на награди
- 2007: Унгарски порнооскар за пробив.[8]

Номинации
- 2007: Номинация за Extasia награда за най-добра актриса в Европа.
- 2008: Номинация за AVN награда за чуждестранна изпълнителка на годината.[2][9]